# Drea de Matteo
Andrea Donna „Drea” de Matteo (ur. 19 stycznia 1972 w Nowym Jorku) – włosko-amerykańska aktorka. Zasłynęła dzięki roli Adriany La Cervy w serialu Rodzina Soprano, siostry Joeya Tribbianiego, Giny, w sitcomie Joey i Angie Bolen w szóstym sezonie serialu Gotowe na wszystko.
Po ukończeniu liceum Layola School studiowała na Uniwersytecie Nowojorskim, chcąc zostać reżyserem, a nie aktorką. Jej rola w Rodzinie Soprano była jedną z jej pierwszych i otworzyła jej drzwi do kariery. Pojawiła się także w filmach takich jak Kod dostępu, Gang braci oraz remake'u filmu Johna Carpentera z 1976 pod tytułem Atak na posterunek.
Zagrała także siostrę Joeya Tribbianiego, Ginę, w spin-offie serialu Przyjaciele – Joey. Od września 2009 do maja 2010 występowała w szóstym sezonie serialu stacji ABC Gotowe na wszystko jako Angie Bolen.
W 2004 roku de Matteo wygrała nagrodę Emmy za najlepszą rolę drugoplanową w serialu Rodzina Soprano. Była także nominowana do Złotego Globu w tym samym roku i za tę samą rolę.
Magazyn Maxim umieścił ją na czterdziestym drugim miejscu zestawienia najseksowniejszych kobiet 2001 roku i na pięćdziesiątym szóstym w 2002 roku.
W 2011 wystąpiła w jednym odcinku CSI: Miami „Sinner Takes All”.
Od 2008 do 2014 grała rolę Wendy w amerykańskim serialu sensacyjnym Sons of Anarchy.

## Życie prywatne
- Mówi biegle po włosku i hiszpańsku, którego nauczyła się w dzieciństwie od swojej niani.
- W lutym 2005 roku zdeklarowała się jako osoba biseksualna[3].
- Była w związku z amerykańskim piosenkarzem, Shooterem Jenningsem od 2001 do 2013 roku. Od 2009 roku byli narzeczeństwem. Mają dwójkę dzieci: Alabamę Gypsy Rose Jennings urodzoną 28 listopada 2007 oraz Waylona Alberta Jenningsa, urodzonego 7 kwietnia 2011.